# غابة شوشون الوطنية
غابة شوشون الوطنية,غابة توجد في الولايات المتحدة,وهي أول غابة محمية إتحاديا وتبلغ مساحتها 10,000كم2 ويغطي 2,5 مليون من مساحة وايومنغ.
في الأصل جزء من بيللوستون مشجرة,وأنشئت الغابة على قانون من الكونغرس,ووقع الرئيس الإمريكي بنجامين هاريسون في عام 1891 القانون.
وتوجد أربعة مناطق برية في الغابة، والحماية موجودة في نصف الأماكن المدارة، غابة شوشن الوطنية غنية باتنوع البيولوجي ونادرا ما تتطابق الغبات المحمية الأخرى بذلك.
وتوجد هناك ثلاث سلاسل جبلية أباسروكا، ويند ريفر رانج، بييرتوث